# Schronisko na połoninie Płyśce

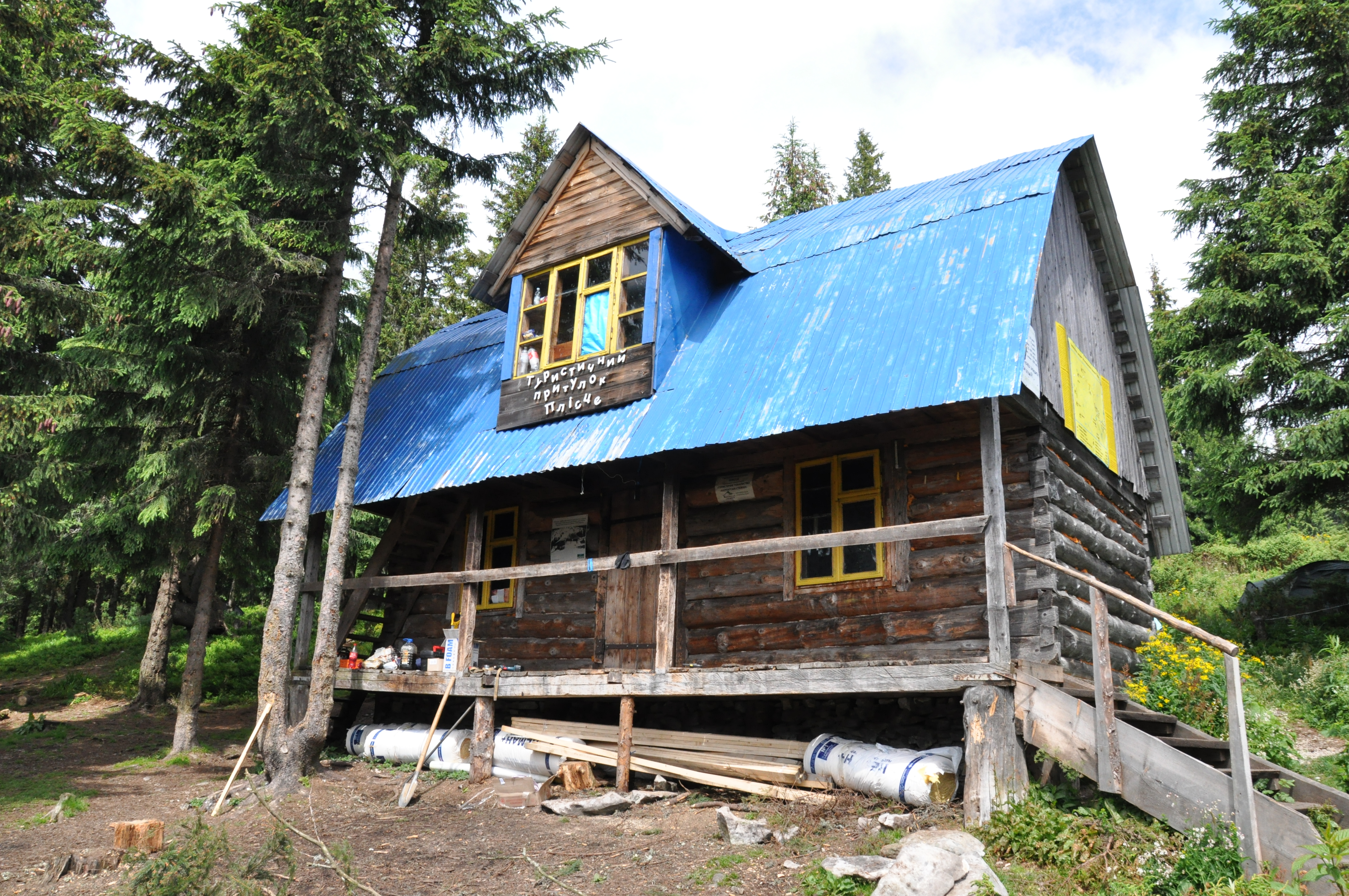
Nowy obiekt (2017)

Schronisko UTKT „Płaj” na połoninie Płyśce – nieistniejące obecnie schronisko turystyczne, położone na połoninie Płyśce poniżej szczytu Grofy w Gorganach na wys. ok. 1425 m n.p.m. Zostało wybudowane w latach 1933–1935 przez Ukraińskie Towarzystwo Krajoznawczo-Turystyczne "Płaj" na gruntach Zarządu Dóbr Stołowych Metropolii greckokatolickiej we Lwowie. Wybudowano je w znacznej części w czynie społecznym, a architektura nawiązywała do stylu bojkowskiego. Schronisko służyło turystom w latach 1935–1939. Nie miało ono stałego gospodarza, na już w 1938 roku wymagało remontu. Najprawdopodobniej zostało zburzone podczas walk z oddziałami UPA.
W 2008 r. w pobliżu zbudowano nowe schronisko.

## Szlaki turystyczne (1935)
- na Grofę (1752 m n.p.m.),
- do doliny Łomnicy (schronisko PTT).